# Wanamassa
Wanamassa és una concentració de població designada pel cens dels Estats Units a l'estat de Nova Jersey. Segons el cens del 2000 tenia 4.551 habitants.

## Demografia
Segons el cens del 2000, Wanamassa tenia 4.551 habitants, 1.657 habitatges, i 1.277 famílies. La densitat de població era de 1.568,9 habitants/km².
Dels 1.657 habitatges en un 39,2% hi vivien nens de menys de 18 anys, en un 62,3% hi vivien parelles casades, en un 11,3% dones solteres, i en un 22,9% no eren unitats familiars. En el 18,6% dels habitatges hi vivien persones soles el 8,4% de les quals corresponia a persones de 65 anys o més que vivien soles. El nombre mitjà de persones vivint en cada habitatge era de 2,75 i el nombre mitjà de persones que vivien en cada família era de 3,15.
Per edats la població es repartia de la següent manera: un 26,5% tenia menys de 18 anys, un 5,9% entre 18 i 24, un 30,1% entre 25 i 44, un 24,5% de 45 a 60 i un 13% 65 anys o més.
L'edat mediana era de 38 anys. Per cada 100 dones de 18 o més anys hi havia 90,4 homes.
La renda mediana per habitatge era de 61.607 $ i la renda mediana per família de 64.960 $. Els homes tenien una renda mediana de 51.768 $ mentre que les dones 35.000 $. La renda per capita de la població era de 26.759 $. Aproximadament el 0,9% de les famílies i l'1,6% de la població estaven per davall del llindar de pobresa.

## Poblacions més properes
El següent diagrama mostra les poblacions més properes.